# العلاقات الأرمينية القرغيزستانية
العلاقات الأرمينية القيرغيزستانية هي العلاقات الثنائية التي تجمع بين أرمينيا وقيرغيزستان.

## مقارنة بين البلدين
هذه مقارنة عامة ومرجعية للدولتين:
| وجه المقارنة                                              | أرمينيا                    | قيرغيزستان                      |
| --------------------------------------------------------- | -------------------------- | ------------------------------- |
| المساحة (كم2)                                             | 29.74 ألف                  | 199.95 ألف                      |
| عدد السكان (نسمة)                                         | 2.93 مليون                 | 6.20 مليون                      |
| الكثافة السكانية (ن./كم²)                                 | 98.52                      | 31.01                           |
| العاصمة                                                   | يريفان                     | بيشكك                           |
| اللغة الرسمية                                             | لغة أرمنية                 | اللغة الروسية، اللغة القيرغيزية |
| العملة                                                    | درام أرميني                | سوم قيرغيزستاني                 |
| الناتج المحلي الإجمالي (بليون دولار)                      | 11.54 مليار                | 7.56 مليار                      |
| الناتج المحلي الإجمالي (تعادل القوة الشرائية) بليون دولار | 25.41 مليار                | 20.45 مليار                     |
| الناتج المحلي الإجمالي الاسمي للفرد دولار أمريكي          | 3.49 ألف                   | 1.10 ألف                        |
| الناتج المحلي الإجمالي للفرد دولار أمريكي                 | 8.07 ألف                   |                                 |
| مؤشر التنمية البشرية                                      | 0.743                      | 0.655                           |
| رمز المكالمات الدولي                                      | +374                       | +996                            |
| رمز الإنترنت                                              | .am، .հայ ‏                 | .kg                             |
| المنطقة الزمنية                                           | ت ع م+04:00، توقيت أرمينيا | ت ع م+06:00                     |

## منظمات دولية مشتركة
يشترك البلدان في عضوية مجموعة من المنظمات الدولية، منها:
| علم المنظمة | اسم المنظمة                        | تاريخ انضمام أرمينيا | تاريخ انضمام قيرغيزستان |
| ----------- | ---------------------------------- | -------------------- | ----------------------- |
|             | بنك التنمية الآسيوي                | 2005                 | 1994                    |
|             | مؤسسة التنمية الدولية              | 25 أغسطس 1993        | 24 سبتمبر 1992          |
|             | يونسكو                             | 9 يونيو 1992         | 2 يونيو 1992            |
|             | وكالة ضمان الاستثمار متعدد الأطراف | 5 ديسمبر 1995        | 21 سبتمبر 1993          |
|             | الأمم المتحدة                      | 2 مارس 1992          | 2 مارس 1992             |
|             | الاتحاد البريدي العالمي            | ?                    | ?                       |
|             | البنك الدولي للإنشاء والتعمير      | 16 سبتمبر 1992       | 18 سبتمبر 1992          |
|             | الاتحاد الدولي للاتصالات           | 30 يونيو 1992        | 20 يناير 1994           |
|             | منظمة حظر الأسلحة الكيميائية       | ?                    | ?                       |
|             | مؤسسة التمويل الدولية              | 18 أبريل 1995        | 11 فبراير 1993          |
|             | منظمة التجارة العالمية             | 5 فبراير 2003        | ?                       |
|             | منظمة الشرطة الجنائية الدولية      | ?                    | ?                       |
|             | منظمة الأمن والتعاون في أوروبا     | 30 يناير 1992        | 30 يناير 1992           |

## وصلات خارجية
- موقع وزارة الخارجية الأرمينية
- موقع وزارة الخارجية القيرغيزستانية